# Culver City, California
Culver City este un oraș în Comitatul Los Angeles, California. Are o populație de 38.816 de locuitori potrivit recensământului din 2000. Culver City a fost fondat în anul 1913 de către Harry Culver.

## Rolul în cinematografie
Începând din 1918 s-au construit aici multe studiouri de film. În anii ˈ20 s-au construit aici studiourile MGM (Metro Goldwyn Mayer, acum Sony Pictures Studios). Aici s-au filmat multe filme de referință în istoria cinematografiei, printre care: The Wizard of Oz (Vrăjitorul din Oz), Gone with the Wind (Pe aripile vântului), Citizen Kane (Cetățeanul Kane), Grease, E.T. the Extra-Terrestrial (E.T. Extraterestrul) și multe altele. De asemenea aici s-au filmat și multe seriale de succes, cum ar fi: Lassie, Batman și Mad About You (Nebun după tine) și emisiunile The Andy Griffith Show și Jeopardy!.

## Demografie
Conform recensământului din 2000 orașul are 38.816 locuitori, 16.611 gospodării, și 9.518 familii rezidente. Densitatea populației este de 2.932,9/km².

## Orașe înfrățite
- Iksan, Coreea de Sud
- Kaizuka, Japonia
- Lethbridge, Alberta, Canada
- Yanji, China
- Uruapan, Mexic

## Nativi faimoși ai orașului
- Art Alexakis, muzician
- Drew Barrymore, actriță
- Big Boy (Kurt Alexander), prezentator radio
- Frank Black, muzician
- Jack Black, actor
- Russ Boyd, jucător profesionist de poker
- Tiffany Cohen, înotătoare
- Dee Dee Davis, actriță
- Derrick Deese, jucător de fotbal american
- John Derevlany, scriitor
- Jeff Fisher, antrenor de fotbal american
- Rocky George, chitarist al formației Suicidal Tendencies
- Charles Herbert, actor
- John Hencken, înotător
- Helen Hunt, actriță
- Brett Jungblut, jucător profesionist de poker
- Jamaal Parham, editor
- Karl Paymah, jucător de fotbal american
- Michael Richards, actor și comedian
- Ryan Riddle, jucător de fotbal american
- Robert Trujillo, bassist al formației Metallica
- Gwen Verdon, actriță
- Camille Winbush, actriță

1. ↑   https://www.cacities.org/Resources-Documents/Resources-Section/Charter-Cities/Charter_Cities-List, accesat în 7 aprilie 2020 Lipsește sau este vid: |title= (ajutor)
2. ↑  2016 U.S. Gazetteer Files